# 外郎乡
外郎乡，是中华人民共和国重庆市云阳县下辖的一个乡镇级行政单位。

## 行政区划
外郎乡下辖以下地区：
金竹沟社区、外郎村、大花村、五龙村和五峰村。